# Rosmarie Wydler-Wälti
Rosmarie Wydler-Wälti   (19 de març de 1950) és un ecologista suïssa de Basilea. L'abril de 2024, com a copresidenta de l'organització suïssa Klimaseniorinnen (Dones sèniors per a la protecció del clima), va aconseguir guanyar un cas al Tribunal Europeu de Drets Humans, argumentant que Suïssa no havia aconseguit els objectius de reducció d'emissions davant les onades de calor creixents.
Com a resultat, tot i que el parlament suís va rebutjar més tard la sentència. va ser inclosa a la llista de 2024 de la BBC de les 100 dones més inspiradores i influents.

## Joventut
Nascuda el 19 de març de 1950 a Basilea, Rosmarie Wydler-Wälti es va criar en un barri de classe mitjana a prop del riu Birs. Va conèixer el seu futur marit, el conseller Christoph Wydler, al cor de la seva església local. Quan tenia 23 anys, es va quedar embarassada mentre treballava com a mestra d'infantil i va passar els següents dotze anys criant els seus quatre fills.

## Activisme
Com a interès pels moviments antinuclears i feministes desenvolupats a la dècada del 1970, va participar com a activista. Va continuar manifestant-se contra l'escàndol de la llet infantil en pols de Nestlé i més tard va estar activa a Davos, protestant contra el Fòrum Econòmic Mundial. Al voltant de 2010, va visitar el Tibet mentre va desenvolupar un interès pel budisme al costat de la seva creença en el cristianisme.
El 2016, ara àvia, es va unir a la Verein Grossmütterrevolution (Associació de la Revolució de les Àvies) que va ser convidada per Greenpeace per demandar el govern suís per no complir els objectius de protecció del clima. Juntament amb 150 dones més, ella i Anne Mahrer van crear l'associació Dones Grans per a la Protecció del Clima. Després que les seves demandes fracasssin als tribunals suïssos, van presentar un cas davant el Tribunal Europeu de Drets Humans a Estrasburg. L'abril de 2924, que actualment compta amb unes 2.000 dones, l'associació va guanyar el cas, aconseguint una victòria històrica. Sorpresa pel resultat, Wydler-Wälti va comentar: «Seguim preguntant als nostres advocats: 'És així?' I ens diuen: 'És el màxim que podeu tenir. La victòria més gran possible'».
Encara que la cambra baixa del parlament suís va votar el 12 de juny per ignorar la sentència, la BBC va concloure que «el cas va establir un nou precedent per als litigis climàtics».